# Liste der Kulturdenkmäler in Pünderich
In der Liste der Kulturdenkmäler in Pünderich sind alle Kulturdenkmäler der rheinland-pfälzischen Ortsgemeinde Pünderich aufgeführt. Grundlage ist die Denkmalliste des Landes Rheinland-Pfalz (Stand: 21. September 2023).

## Einzeldenkmäler
| Bezeichnung                                   | Lage                                                          | Baujahr                                       | Beschreibung | Bild                                    |
| --------------------------------------------- | ------------------------------------------------------------- | --------------------------------------------- | --- | --------------------------------------- |
| Schulhaus                                     | Bahnhofstraße 2 Lage                                          | Anfang des 20. Jahrhunderts                   | ehemalige Schule; Bruchsteinbau, Anfang des 20. Jahrhunderts | Fotos hochladen                         |
| Wohnhaus                                      | Bahnhofstraße 4 Lage                                          | um 1900/10                                    | Bruchsteinbau, teilweise Fachwerk, Krüppelwalmdach, Heimatstil, um 1900/10; Gesamtanlage | Fotos hochladen                         |
| Eichhäuschen                                  | Eichhausstraße, Ecke Düppelstraße Lage                        | 1898                                          | Fasseichstelle; kleiner Bruchsteinbau, 1898, Ausstattung mit alten Eichmaßen | Fotos hochladen                         |
| Wohnhaus                                      | Eltzerstraße 1 Lage                                           | 18. Jahrhundert                               | Fachwerkhaus, teilweise massiv, 18. Jahrhundert | Fotos hochladen                         |
| Wohnhaus                                      | Eltzerstraße 5 Lage                                           | Anfang des 18. Jahrhunderts                   | Fachwerkhaus, teilweise massiv, Anfang des 18. Jahrhunderts | Fotos hochladen                         |
| Wohnhaus                                      | Eltzerstraße 7 Lage                                           | 16. Jahrhundert                               | Fachwerkhaus, teilweise massiv, bezeichnet 1603 (wohl Umbau), im Kern eventuell aus dem 16. Jahrhundert | Fotos hochladen                         |
| Eltzer Hof                                    | Eltzerstraße 19 Lage                                          | 16. oder 17. Jahrhundert                      | spätmittelalterlicher Putzbau, 16. oder 17. Jahrhundert; eingeschossige Fachwerkscheune | Fotos hochladen                         |
| Kapelle zur schmerzhaften Muttergottes        | Hauptstraße, auf dem Friedhof Lage                            | 1612                                          | Saalbau, bezeichnet 1612, im Steilgiebel Barockmadonna; Wappen des Trierer Kurfürsten Lothar von Metternich (1599–1623); Muttergottes einer Himmelfahrt; davor: moderner Bildstock mit Kreuzigungsrelief, 18. oder 19. Jahrhundert | BW                                      |
| Villa                                         | Hauptstraße 30 Lage                                           | um 1900/10                                    | Bruchsteinvilla, um 1900/10, rückwärtig wesentlich älteres Fachwerkhaus, verputzt | Fotos hochladen                         |
| Winzervilla                                   | Hauptstraße 33 Lage                                           | um 1910                                       | Winzervilla; Mansardwalmdachbau, um 1910, Keller/Kelterhaus mit expressionistischem Giebel; Gesamtanlage | Fotos hochladen                         |
| Schulhaus                                     | Hauptstraße 63 Lage                                           | zweite Hälfte des 19. Jahrhunderts            | alte Schule (?); Bruchsteinbau, zweite Hälfte des 19. Jahrhunderts | Fotos hochladen                         |
| Winzerhaus                                    | Hauptstraße 65 Lage                                           | Anfang des 20. Jahrhunderts                   | Winzerhaus; Bruchsteinbau, Anfang des 20. Jahrhunderts | Fotos hochladen                         |
| Villa                                         | Hauptstraße 68 Lage                                           | 1910/15                                       | mehrgliedrige Villa; neubarocker Putzbau, 1910/15; zweiter Putzbau, Mansarddach; bauliche Gesamtanlage mit Garten | Fotos hochladen                         |
| Kriegerdenkmal und Friedhofskreuz             | Hauptstraße, Ecke Friedhofstraße, auf dem Alten Friedhof Lage |                                               | Kriegerdenkmal, Kapelle mit Relief; Friedhofskreuz, bezeichnet 1895 | BW                                      |
| Katholische Pfarrkirche St. Markus Evangelist | Kirchstraße Lage                                              | 1766                                          | barocker Saalbau, bezeichnet 1766, Architekt Paul Stähling, Straßburg, Korrekturen von Johannes Seiz; alte Kirchhofsmauer; Gesamtanlage                                                                                            | weitere Bilder Fotos hochladen          |
| Wohnhaus                                      | Kirchstraße 3 Lage                                            | 18. Jahrhundert                               | Fachwerkhaus, teilweise massiv, Mansarddach, 18. Jahrhundert; bauliche Gesamtanlage mit Garten | BW                                      |
| Tür                                           | Kirchstraße, an Nr. 6 Lage                                    | 1716                                          | Barocktür, bezeichnet 1716 | BW                                      |
| Wohnhaus                                      | Kirchstraße 10/12 Lage                                        | 18. Jahrhundert                               | Fachwerkhaus, teilweise massiv oder. verputzt, im Kern aus dem 18. Jahrhundert | BW                                      |
| Wohnhaus                                      | Kirchstraße 13 Lage                                           | zweite Hälfte des 16. Jahrhunderts            | zweiflügelige Fachwerkhaus, teilweise massiv, Ständerbau, Krüppelwalmdach, im Kern wohl aus der zweiten Hälfte des 16. Jahrhunderts; rechtwinklig anstoßend Fachwerkhaus, teilweise massiv, 17. oder 18. Jahrhundert               | Fotos hochladen                         |
| Wohnhaus                                      | Kirchstraße 16 Lage                                           | 1517                                          | Fachwerkhaus, teilweise massiv, bezeichnet 1517 und 1631 (Anbau); angrenzend Massivbau, eventuell älter | Fotos hochladen                         |
| Wohnhaus                                      | Kirchstraße 18 Lage                                           | 17. Jahrhundert                               | Krüppelwalmdachbau, 17. Jahrhundert | BW                                      |
| Wohnhaus                                      | Kirchstraße 21 Lage                                           | 18. Jahrhundert                               | Fachwerkhaus, teilweise massiv, verputzt, Walmdach, 18. Jahrhundert; angrenzend Fachwerkhaus, verputzt, 18. Jahrhundert | BW                                      |
| Wohnhaus                                      | Kirchstraße 22 Lage                                           | 17. oder 18. Jahrhundert                      | Fachwerkhaus, teilweise massiv, verputzt, teilweise verschiefert, im Kern aus dem 17. oder 18. Jahrhundert | BW                                      |
| Wohnhaus                                      | Kirchstraße 23 Lage                                           | 1602                                          | dreigeschossiges Fachwerkhaus, teilweise massiv, Krüppelwalmdach, bezeichnet 1602 und 1663 | BW                                      |
| Wohnhaus                                      | Kirchstraße 24 Lage                                           | zweite Hälfte des 17. Jahrhunderts            | Fachwerkhaus, teilweise massiv, zweite Hälfte des 17. Jahrhunderts; rückwärtig Fachwerkhaus, 18. oder 19. Jahrhundert | BW                                      |
| Wohnhaus                                      | Kirchstraße 30 Lage                                           | 1715                                          | dreigeschossiges Fachwerkhaus, teilweise massiv, bezeichnet 1715 | Fotos hochladen                         |
| Relief                                        | Kirchstraße, an Nr. 33 Lage                                   | 18. Jahrhundert                               | Relief, 18. Jahrhundert | BW                                      |
| Wohnhaus                                      | Kirchstraße 37 Lage                                           | 1663                                          | zweiflügeliges Fachwerkhaus, teilweise massiv, bezeichnet 1663, wohl eher aus dem frühen 18. Jahrhundert, und nach 1949 wiederaufgebaut                                                                                            | BW                                      |
| Wohnhaus                                      | Marienburgerstraße 4 Lage                                     | 18. oder 19. Jahrhundert                      | dreigeschossiges Fachwerkhaus, teilweise massiv, verputzt, 18. oder 19. Jahrhundert | BW                                      |
| Wohnhaus                                      | Marienburgerstraße 7 Lage                                     | Anfang des 18. Jahrhunderts                   | Fachwerkhaus, teilweise massiv, Anfang des 18. Jahrhunderts | BW                                      |
| Wohnhaus                                      | Marienburgerstraße 8 Lage                                     | 18. Jahrhundert                               | Fachwerkhaus, teilweise massiv, Mansarddach, 18. Jahrhundert, Erdgeschoss-Schabracken aus dem 19. Jahrhundert | BW                                      |
| Wohnhaus                                      | Marienburgerstraße 15 Lage                                    | 1623                                          | Fachwerkhaus, teilweise massiv, Krüppelwalmdach, bezeichnet 1623 | BW                                      |
| Wohnhaus                                      | Marienburgerstraße 17 Lage                                    | 1596                                          | Fachwerkhaus, teilweise massiv, bezeichnet 1596, eher vom Anfang des 18. Jahrhunderts; anstoßend zweites Fachwerkhaus | BW                                      |
| Wohnhaus                                      | Marienburgerstraße 18 Lage                                    | um 1800                                       | Fachwerkhaus, teilweise massiv, Mansarddach, um 1800 | BW                                      |
| Wohnhaus                                      | Marienburgerstraße 21 Lage                                    | 18. Jahrhundert                               | Fachwerkhaus, teilweise massiv, verputzt, 18. Jahrhundert; Fachwerkscheune, Mansarddach | BW                                      |
| Tür                                           | Marienburgerstraße, an Nr. 22 Lage                            |                                               | Barocktür | BW                                      |
| Wohnhaus                                      | Marienburgerstraße 23 Lage                                    | 16. Jahrhundert                               | Fachwerkhaus, teilweise massiv, Ständerbau, 16. Jahrhundert; vorgesetzt dreigeschossiges Fachwerkhaus, teilweise massiv, Krüppelwalmdach, Ende des 17. Jahrhunderts                                                                | BW                                      |
| Altes Fährhaus                                | Marienburgerstraße 24 Lage                                    | 1621                                          | dreigeschossiges Fachwerkhaus, teilweise massiv, bezeichnet 1621 | Fotos hochladen                         |
| Wohnhaus                                      | Rathausstraße ohne Nummer Lage                                | 18. oder 19. Jahrhundert                      | Fachwerkhaus, teilweise massiv, Mansarddach, 18. oder 19. Jahrhundert; Takenplatte | BW                                      |
| Wohnhaus                                      | Rathausstraße 11 Lage                                         | 1617                                          | Fachwerkhaus, teilweise massiv, bezeichnet 1617, giebelseitiges Fachwerkobergeschoss aus dem 17. Jahrhundert | BW                                      |
| Altes Rathaus                                 | Rathausstraße 13 Lage                                         | 1548                                          | dreigeschossiges Fachwerkhaus, teilweise massiv, Ständerbau, Treppenturm, dendrodatiert 1548 | Fotos hochladen                         |
| Wohnhaus                                      | Rathausstraße 16 Lage                                         | Ende des 18. oder Anfang des 19. Jahrhunderts | Fachwerkhaus, teilweise massiv, Mansarddach, Ende des 18. oder Anfang des 19. Jahrhunderts | Fotos hochladen                         |
| Wohnhaus                                      | Rathausstraße 20 Lage                                         | 1722                                          | Fachwerkhaus, teilweise massiv, Mansarddach, bezeichnet 1722 | BW                                      |
| Wohnhaus                                      | Rathausstraße 23 Lage                                         | 18. Jahrhundert                               | Fachwerkhaus, verputzt, 18. Jahrhundert | BW                                      |
| Wohnhaus                                      | Römerstraße 15 Lage                                           | 17. oder 18. Jahrhundert                      | Fachwerkhaus, teilweise massiv, verputzt, Krüppelwalmdach, 17. oder 18. Jahrhundert | BW                                      |
| Wohnhaus                                      | Springiersbacherstraße 1 Lage                                 | um 1910                                       | abgewalmter Mansarddachbau, Heimatstil, um 1910 | BW                                      |
| Springiersbacher Hof                          | Springiersbacherstraße 27/29 Lage                             | 1747                                          | großer Walmdachbau, bezeichnet 1747 (Wappen) und 1784 | BW                                      |
| Wegekapelle                                   | gegenüber Pünderich am Moselufer                              | 19. Jahrhundert                               | Wegekapelle, Bruchsteinbau, darin Wegekreuz, 19. Jahrhundert | Direkt Bild zu diesem Denkmal hochladen |
| Prinzenkopftunnel                             | im Weinberg gegenüber Pünderich Lage                          | 1874                                          | Prinzenkopftunnel der Bahnstrecke Koblenz–Trier | Fotos hochladen                         |
| Pündericher Hangviadukt                       | im Weinberg gegenüber Pünderich Lage                          | 1879/80                                       | Pündericher Hangviadukt der Bahnstrecke Koblenz–Trier | weitere Bilder Fotos hochladen          |

## Ehemalige Kulturdenkmäler
| Bezeichnung | Lage                  | Baujahr         | Beschreibung                                                            | Bild |
| ----------- | --------------------- | --------------- | ----------------------------------------------------------------------- | ---- |
| Wohnhaus    | Rathausstraße 10 Lage | 18. Jahrhundert | Mansarddachbau, wohl aus dem 18. Jahrhundert; aus Denkmalliste gelöscht | BW   |